# دیلن لمپرور
دیلن لمپرور (انگلیسی: Dylan Lempereur؛ زادهٔ ۲۴ اکتبر ۱۹۹۸) بازیکن فوتبال اهل فرانسه است.
از باشگاه‌هایی که در آن بازی کرده‌است می‌توان به باشگاه فوتبال متس اشاره کرد.